# 복구령

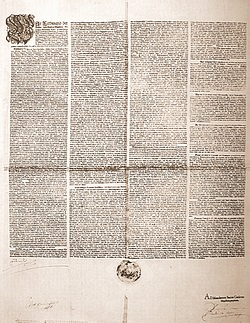
페르디난트 2세의 복구령

복구령(Edict of Restitution)은 로마 가톨릭교도였던 신성로마제국 황제 페르디난트 2세가 30년전쟁 중 개신교인들을 박해하기 위해 독일지역에 내린 칙령이다.

## 내용
- 1552년 이후 프로테스탄트 교도들이 차지한 교회재산을 로마 가톨릭교회에 모두 반환할 것.
- 로마 가톨릭 영지에서의 프로테스탄트 교도들을 추방할 것.
- 루터파를 제외한 모든 프로테스탄트 종파를 허용하지 말 것.
- 칼빈주의자들에게 제국의 공민권을 박탈할 것.[1]